# Oxyna fusca
Oxyna fusca är en tvåvingeart som beskrevs av Chen 1938. Oxyna fusca ingår i släktet Oxyna och familjen borrflugor. Inga underarter finns listade i Catalogue of Life.